# Cleopatra (Schiff, 1895)
Die Cleopatra war ein Passagierdampfer des Österreichischen Lloyd, der im Ersten Weltkrieg von der österreich-ungarischen Kriegsmarine 1915 bis 1916 als U-Boot-Begleit- und Wohnschiff genutzt wurde. Nach Kriegsende fuhr das Schiff als italienische Kriegsbeute bis 1928 für den aus dem Österreichischen Lloyd hervorgegangenen Lloyd Triestino.

## Bau und technische Daten
Das Schiff lief am 14. März 1895 bei Caird & Company im schottischen Greenock mit der Baunummer 277 vom Stapel. Es war 114,8 m lang und 13,7 m breit und hatte 6,16 m Tiefgang und eine Seitenhöhe von 8,84 m. Es war mit 4082 BRT und 2197 NRT vermessen. Die Cleopatra (ein Schornstein, zwei Masten mit Ladegeschirr vorn und achtern) war mit einer 3-Zylinder-Verbunddampfmaschine von Caird & Company ausgestattet, die 772 nhp lieferte.

## Geschichte
Der in Triest ansässige Österreichische Lloyd setzte die Cleopatra in seinem Schwarzmeer-Linien- und Postdienst ein.
In den Kriegsjahren 1915 und 1916 wurde sie in Cattaro von der k.u.k.-Kriegsmarine und der aus Pola und Cattaro operierenden deutschen U-Flottille Pola als Wohnschiff genutzt.
Als Triest 1919 an Italien fiel, kam der Österreichische Lloyd unter italienische Verwaltung und wurde umbenannt in Lloyd Austriaco. Als die Reederei im Jahre 1921 endgültig als Kriegsbeute in italienischen Besitz überging und in Lloyd Triestino umbenannt wurde, nahm sie den Passagierdienst wieder auf und damit kam auch die Cleopatra wieder in Fahrt. Gegen Ende 1928 wurde sie dann in Genua abgebrochen.